# Alyssa Bull
Alyssa Bull (Buderim, 1 de diciembre de 1995) es una deportista australiana que compite en piragüismo en la modalidad de aguas tranquilas.
Ganó cinco medallas en el Campeonato Mundial de Piragüismo, en los años 2022 y 2023. Participó en dos Juegos Olímpicos de Verano, ocupando el octavo lugar en Río de Janeiro 2016 y el quinto en Tokio 2020, en la prueba de K4 500 m.

## Palmarés internacional
| Campeonato Mundial | Campeonato Mundial   | Campeonato Mundial | Campeonato Mundial |
| Año                | Lugar                | Medalla            | Competición        |
| ------------------ | -------------------- | ------------------ | ------------------ |
| 2022               | Halifax (Canadá)     | Medalla de oro     | K1 1000 m          |
| 2022               | Halifax (Canadá)     | Medalla de oro     | K2 500 m mixto     |
| 2022               | Halifax (Canadá)     | Medalla de plata   | K4 500 m           |
| 2023               | Duisburgo (Alemania) | Medalla de oro     | K1 1000 m          |
| 2023               | Duisburgo (Alemania) | Medalla de plata   | K2 500 m mixto     |